# Tư Mã Lãng
Tư Mã Lãng (chữ Hán: 司馬朗; 171-217), biểu tự Bá Đạt (伯達), là một quan lại cuối đời Đông Hán, đầu đời Tam Quốc. Ông là anh ruột của Tư Mã Ý, quyền thần nhà Tào Ngụy, và là ông bác của Tấn Vũ Đế Tư mã Viêm, cháu nội Tư Mã Ý.

## Thân thế
Tư Mã Lãng sinh tại huyện Ôn, quận Hà Nội (nay là tỉnh Hà Nam). Ông là hậu duệ của nhà sử học nổi tiếng Tư Mã Thiên, tác giả cuốn Sử Ký. Ông nội ông Tư Mã Tuấn (司馬儁) làm Thái thú Toánh Xuyên (潁川; nay là Vũ Châu, Hà Nam), cha ông Tư Mã Phòng làm chức Lạc Dương lệnh (洛阳令).
Bấy giờ ông là con trưởng trong 8 người con trai của Tư Mã Phòng, nhưng tính khiêm nhường, hiểu lễ nghi, giữa cha con trong nhà cũng nguyên tắc rất nền nếp. Năm 12 tuổi, ông qua kì thi kinh văn, được nhận chức Đồng tử lang (童子郎), nhưng quan khảo thí nhìn ông cường tráng khác hẳn những đứa trẻ khác, cho rằng ông khai gian nên chất vấn. Tư Mã Lãng khẳng khái giải biện rất đúng phép tắc, khiến quan giám thi kinh ngạc và khâm phục.
Sử sách miêu tả Tư Mã Lãng là một người to lớn và cao ráo ( xấp xỉ 191 cm). Ông không bao giờ ngần ngại khen ngợi em trai mình là Tư Mã Ý. Ông có lần làm quá trớn khi nói rằng "Ta còn chưa gần đến mức để sánh bước với những tài năng của nhị đệ".
Khi Đổng Trác chiếm Lạc Dương, ông đã cùng với gia đình chạy thoát. Sau đó, ông phục vụ cho Tào Tháo, ông đã thể hiện tài năng của mình thông qua những chính sách với dân chúng và lấy được lòng dân, nên ông lần lượt được phong Chủ bạ (主簿), Tri huyện, Tri châu rồi làm Thứ sử Duyện Châu.
Năm 217, ông cùng với Trương Cáp và Tang Bá tham gia chống lại Đông Ngô. Trong chiến dịch lần này, một dịch bệnh đã nổ ra làm ông và nhiều binh sĩ ốm đau. Tương truyền ông đã từ chối nhận thuốc vì muốn để lại cho vô vàn người lính bị mắc dịch bệnh, vì vậy nên không lâu sau ông đã qua đời, hưởng thọ 46 tuổi.

## Gia quyến
Tư Mã Lãng xuất thân từ gia đình có tám người con trai. Mỗi người đều có một hiệu kết thúc bằng chữ Đạt. Do đó, anh em họ đều được gọi chung là Tư Mã Bát Đạt (司馬八達).
- Em trai: Tư Mã Ý (司馬懿), tự Trọng Đạt (仲達).
- Em trai: Tư Mã Phu (司馬孚), tự Thúc Đạt (叔達).
- Em trai: Tư Mã Quỳ (司馬馗), tự Quý Đạt (季達).
- Em trai: Tư Mã Tuân (司馬恂), tự Hiển Đạt (顯達).
- Em trai: Tư Mã Tiến (司馬進), tự Huệ Đạt (惠達).
- Em trai: Tư Mã Thông (司馬通), tự Nhã Đạt (雅達).
- Em trai: Tư Mã Mẫn (司馬敏), tự Ấu Đạt (幼達).
- Hậu duệ:

1. Con ruột: Tư Mã Di (司馬遺), được Ngụy Minh Đế phong Xương Vũ đình hầu (昌武亭侯). Mất không có thừa tự, do con của Tư Mã Vọng là Tư Mã Hồng (司馬洪) thừa tự, tước Hà Gian Bình vương (河間平王).
2. Con nuôi: Tư Mã Vọng (司馬望), tự Tử Sơ (子初), vốn là con Tư Mã Phu, gọi Tư Mã Lãng bằng bác, nhưng về sau được Tư Mã Phu cho làm con thừa tự của Tư Mã Lãng.